# Jeremiah Henry Murphy

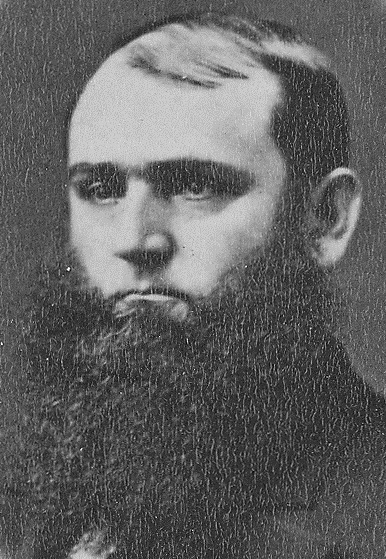
Jeremiah Henry Murphy

Jeremiah Henry Murphy (* 19. Februar 1835 in Lowell, Massachusetts; † 11. Dezember 1893 in Washington, D.C.) war ein US-amerikanischer Politiker. Zwischen 1883 und 1887 vertrat er den Bundesstaat Iowa im US-Repräsentantenhaus.

## Werdegang
Im Jahr 1849 zog Jeremiah Murphy mit seinen Eltern in das Fond du Lac County in Wisconsin. Drei Jahre später ließ die Familie sich im Iowa County in Iowa nieder. Murphy besuchte zunächst die öffentlichen Schulen in Boston und dann die Appleton University in Wisconsin. Danach studierte er bis 1857 an der University of Iowa in Iowa City. Nach einem anschließenden Jurastudium und seiner im Jahr 1858 erfolgten Zulassung als Rechtsanwalt begann er in Marengo in seinem neuen Beruf zu arbeiten. In diesem Ort wurde er 1860 auch in den Gemeinderat gewählt.
Murphy war Mitglied der Demokratischen Partei. In den Jahren 1864 und 1868 war er Delegierter zu den Democratic National Conventions. 1867 verlegte er seinen Wohnsitz und seine Anwaltskanzlei nach Davenport. In den Jahren 1873 und 1878 war er Bürgermeister dieser Stadt. Zwischen 1874 und 1878 saß Murphy im Senat von Iowa. 1876 kandidierte er erstmals erfolglos für das US-Repräsentantenhaus in Washington. Bei den Kongresswahlen des Jahres 1882 wurde Murphy dann aber im zweiten Wahlbezirk von Iowa in den Kongress gewählt. Dort trat er am 4. März 1883 die Nachfolge des Republikaners Sewall S. Farwell an, den er bei den Wahlen geschlagen hatte. Nach einer Wiederwahl im Jahr 1884 konnte er bis zum 3. März 1887 zwei Legislaturperioden Repräsentantenhaus absolvieren. 1886 wurde er von seiner Partei nicht mehr für eine weitere Amtszeit nominiert.
Nach dem Ende seiner Zeit im Kongress zog sich Jeremiah Murphy in den Ruhestand zurück, den er in Washington verbrachte. Dort ist er im Dezember 1893 auch verstorben. Er wurde in Davenport beigesetzt.